# Bury (motorfiets)
Bury is een historisch Belgisch merk van motorfietsen.
Bedrijfsnaam: E. Koob & A. Bury, Saint-Hubert.
Koob en Bury begonnen in 1932 met de productie van lichte motorfietsjes met een Sachs-tweetaktmotortje.
In 1933 werd een 125cc-model toegevoegd, dat duidelijk naar een Gillet-voorbeeld was gemaakt.
Het bedrijf moest na 1933 de deuren sluiten.